# Liste der Bodendenkmale im Kreis Pinneberg
In der Liste der Bodendenkmale im Kreis Pinneberg sind die Bodendenkmale im schleswig-holsteinischen Kreis Pinneberg nach dem Stand der Bodendenkmalliste des Archäologischen Landesamts Schleswig-Holstein von 2016 aufgelistet.
Die Kulturdenkmale sind in der Liste der Kulturdenkmale im Kreis Pinneberg erfasst.

## Übersicht
| Gemeinde/ Stadt              | Bodendenkmalliste                                       | Wappen | Lage | Bild eines Bodendenkmals |
| ---------------------------- | ------------------------------------------------------- | ------ | ---- | ------------------------ |
| Appen                        | Liste der Bodendenkmale in Appen                        |        |      |                          |
| Barmstedt                    | Liste der Bodendenkmale in Barmstedt                    |        |      |                          |
| Bevern                       | Liste der Bodendenkmale in Bevern (Holstein)            |        |      |                          |
| Bilsen                       | Liste der Bodendenkmale in Bilsen                       |        |      |                          |
| Bokel                        | Liste der Bodendenkmale in Bokel (Kreis Pinneberg)      |        |      |                          |
| Bokholt-Hanredder            | Liste der Bodendenkmale in Bokholt-Hanredder            |        |      |                          |
| Bönningstedt                 | Liste der Bodendenkmale in Bönningstedt                 |        |      |                          |
| Borstel-Hohenraden           | Liste der Bodendenkmale in Borstel-Hohenraden           |        |      |                          |
| Brande-Hörnerkirchen         | Liste der Bodendenkmale in Brande-Hörnerkirchen         |        |      |                          |
| Bullenkuhlen                 | Liste der Bodendenkmale in Bullenkuhlen                 |        |      |                          |
| Ellerbek                     | Liste der Bodendenkmale in Ellerbek                     |        |      |                          |
| Ellerhoop                    | Liste der Bodendenkmale in Ellerhoop                    |        |      |                          |
| Elmshorn                     | Liste der Bodendenkmale in Elmshorn                     |        |      |                          |
| Groß Nordende                | Liste der Bodendenkmale in Groß Nordende                |        |      |                          |
| Groß Offenseth-Aspern        | Liste der Bodendenkmale in Groß Offenseth-Aspern        |        |      |                          |
| Halstenbek                   | Liste der Bodendenkmale in Halstenbek                   |        |      |                          |
| Haselau                      | Liste der Bodendenkmale in Haselau                      |        |      |                          |
| Haseldorf                    | Liste der Bodendenkmale in Haseldorf                    |        |      |                          |
| Hasloh                       | Liste der Bodendenkmale in Hasloh                       |        |      |                          |
| Heede                        | Liste der Bodendenkmale in Heede (Holstein)             |        |      |                          |
| Heidgraben                   | Liste der Bodendenkmale in Heidgraben                   |        |      |                          |
| Heist                        | Liste der Bodendenkmale in Heist                        |        |      |                          |
| Helgoland                    | Liste der Bodendenkmale in Helgoland                    |        |      |                          |
| Hemdingen                    | Liste der Bodendenkmale in Hemdingen                    |        |      |                          |
| Hetlingen                    | Liste der Bodendenkmale in Hetlingen                    |        |      |                          |
| Holm                         | Liste der Bodendenkmale in Holm (Kreis Pinneberg)       |        |      |                          |
| Klein Nordende               | Liste der Bodendenkmale in Klein Nordende               |        |      |                          |
| Klein Offenseth-Sparrieshoop | Liste der Bodendenkmale in Klein Offenseth-Sparrieshoop |        |      |                          |
| Kölln-Reisiek                | Liste der Bodendenkmale in Kölln-Reisiek                |        |      |                          |
| Kummerfeld                   | Liste der Bodendenkmale in Kummerfeld                   |        |      |                          |
| Langeln                      | Liste der Bodendenkmale in Langeln (Holstein)           |        |      |                          |
| Lutzhorn                     | Liste der Bodendenkmale in Lutzhorn                     |        |      |                          |
| Moorrege                     | Liste der Bodendenkmale in Moorrege                     |        |      |                          |
| Neuendeich                   | Liste der Bodendenkmale in Neuendeich                   |        |      |                          |
| Osterhorn                    | Liste der Bodendenkmale in Osterhorn                    |        |      |                          |
| Pinneberg                    | Liste der Bodendenkmale in Pinneberg                    |        |      |                          |
| Prisdorf                     | Liste der Bodendenkmale in Prisdorf                     |        |      |                          |
| Quickborn                    | Liste der Bodendenkmale in Quickborn                    |        |      |                          |
| Raa-Besenbek                 | Liste der Bodendenkmale in Raa-Besenbek                 |        |      |                          |
| Rellingen                    | Liste der Bodendenkmale in Rellingen                    |        |      |                          |
| Schenefeld                   | Liste der Bodendenkmale in Schenefeld (Kreis Pinneberg) |        |      |                          |
| Seester                      | Liste der Bodendenkmale in Seester                      |        |      |                          |
| Seestermühe                  | Liste der Bodendenkmale in Seestermühe                  |        |      |                          |
| Seeth-Ekholt                 | Liste der Bodendenkmale in Seeth-Ekholt                 |        |      |                          |
| Tangstedt                    | Liste der Bodendenkmale in Tangstedt (Kreis Pinneberg)  |        |      |                          |
| Tornesch                     | Liste der Bodendenkmale in Tornesch                     |        |      |                          |
| Uetersen                     | Liste der Bodendenkmale in Uetersen                     |        |      |                          |
| Wedel                        | Liste der Bodendenkmale in Wedel                        |        |      |                          |
| Westerhorn                   | Liste der Bodendenkmale in Westerhorn                   |        |      |                          |